# Tinamou de Darwin
Nothura darwinii
Espèce
Statut de conservation UICN

 LC  : Préoccupation mineure
Le Tinamou de Darwin (Nothura darwinii) est une espèce d'oiseaux appartenant à la famille des Tinamidae.

## Taxinomie
Les noms espagnols de cette espèce incluent : Inambú Campestre Pálido, Inambú chico pálido, Inambú pálido, Perdicita pálida « tinamou pâle ».

## Répartition et sous-espèces
Selon la classification de référence du Congrès ornithologique international (15.1, 2025) il se répartit en cinq sous-espèces (ordre phylogénique) :
- Nothura darwinii peruviana Berlepsch & Stolzmann, 1906 — sud du Pérou ;
- Nothura darwinii agassizii Bangs, 1910 — sud-est du Pérou et ouest de la Bolivie ;
- Nothura darwinii boliviana Salvadori, 1895 — ouest de la Bolivie ;
- Nothura darwinii salvadorii Hartert, EJO, 1909 — ouest de l'Argentine ;
- Nothura darwinii darwinii Gray, GR, 1867 — centre-sud de l'Argentine.

## Sous-espèces
Cet oiseau est représenté par cinq sous-espèces :
- Nothura darwinii darwinii : en Patagonie
- Nothura darwinii peruviana : au Pérou
- Nothura darwinii agassizii : dans l'Altiplano
- Nothura darwinii boliviana : en Bolivie
- Nothura darwinii salvadorii : en Argentine

## Description
Le Tinamou de Darwin mesure environ 26 cm.